# 工人之路
《工人之路》，1922年3月1日在苏联远东地区赤塔创刊的中文報章（原名为《華工醒時報》，共发行33期），後遷到苏联海参崴、伯力，1938年4月停刊。始初为半月刊、周刊，后为双日刊，每期4版，约3万字，最高印数為一期6800份（1931年630期到635期）。
由苏联共产党远东边疆委员会和苏联远东边疆工人苏维埃出版（第339期起）。该报的编辑记者以苏联远东地区的苏共和中共党员為主。俞秀松曾經擔任該報該報副主编，周达文、华林、任作民、嵇直、梁柏台、张孑余、康根成、丁山、张锡儔等人也曾經參與過工人之路的出版編輯工作。。